# Antissemitismo no Islã

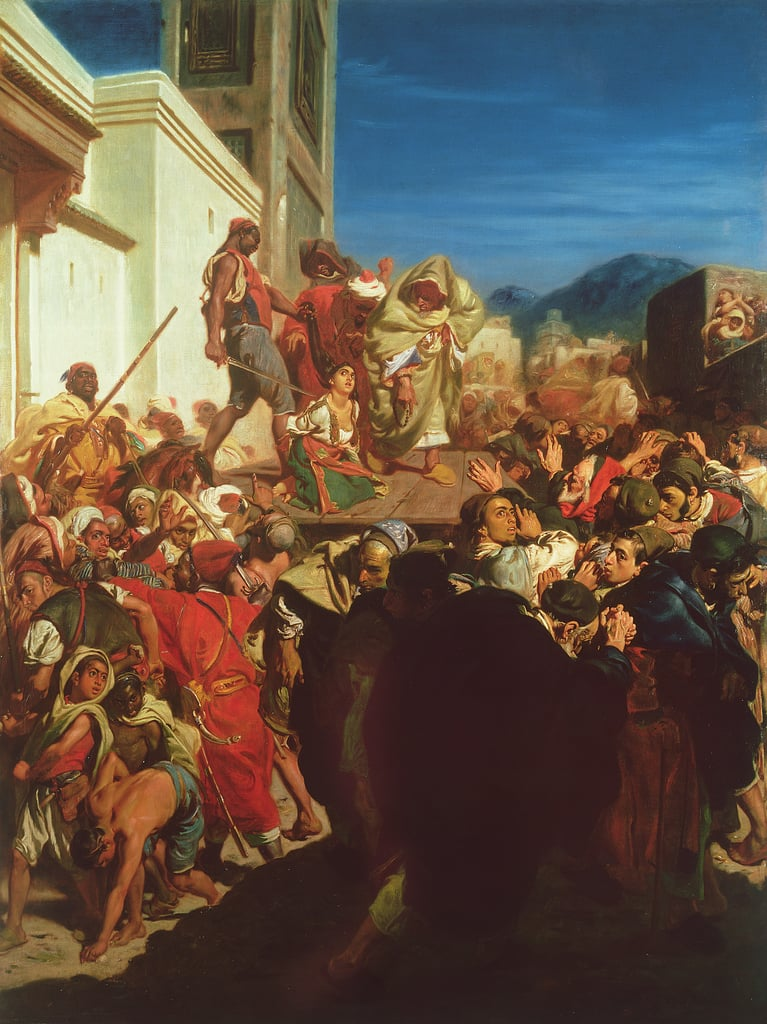
Execução de uma judia marroquina (c. 1861) por Alfred Dehodencq.

O antissemitismo no Islã se refere às escrituras islâmicas e aos ensinamentos teológicos contra os judeus e o judaísmo, e ao tratamento e perseguição aos judeus no mundo muçulmano que não tem coloração partidária específica de uma associação pública.
Os Banu Cainuca foram expulsos de Medina em 624 d.C. Em março desse ano, os muçulmanos liderados por Maomé derrotaram os habitantes de Meca da tribo Banu Quraysh na Batalha de Badr. Ibn Ishaq escreve que uma disputa eclodiu entre os muçulmanos e os Banu Cainuca (os aliados da tribo Khazraj) logo depois. Uma multidão de judeus da tribo Cainuca se lançou sobre o homem muçulmano e o matou. Isso se transformou em uma cadeia de assassinatos por vingança, e a inimizade cresceu entre os muçulmanos e os Banu Cainuca.
Os coraixitas então o avisaram que se ele alguma vez lutou com eles, ele saberá que eles eram homens leais. Essa resposta foi vista como uma declaração de guerra. Maomé então sitiou o Banu Cainuca após o que a tribo se rendeu incondicionalmente e mais tarde foi expulsa de Medina.
De acordo com Stillman, o Alcorão elogia Moisés e descreve os israelitas como recipientes do favor divino. O Alcorão dedica muitos versos à glorificação dos profetas hebreus, diz Leon Poliakov. Ele cita o versículo [Alcorão 6:85] como exemplo,

## Observações islâmicas sobre judeus
O Islã não considerou os judeus que praticaram a traição contra Maomé como arquétipos nem retratou a traição como a personificação dos judeus em todos os tempos e lugares. O Alcorão também atesta as relações amigáveis de Maomé com os judeus.
Ali S. Asani cita o endosso do pluralismo para explicar por que as formas violentas de antissemitismo geradas na Europa medieval e moderna, culminando no Holocausto, nunca ocorreram em regiões sob domínio muçulmano.
Alguns versículos do Alcorão, notavelmente [Alcorão 2:256], prega tolerância para com os membros da fé judaica.
Samuel Rosenblatt opina que Maomé foi mais severo com seus parentes árabes pagãos. Também há uma diferença entre a negação judaica das mensagens cristãs e muçulmanas, uma vez que Maomé nunca afirmou ser um Messias ou Filho de Deus, embora seja referido como "o apóstolo de Deus".
Os primeiros califas geralmente baseavam seu tratamento nos versos do Alcorão que encorajavam a tolerância. Comentaristas clássicos viram a luta de Maomé com os judeus como um episódio menor em sua carreira, embora a ênfase tenha mudado nos tempos modernos.

### Península Ibérica
Durante este período, os muçulmanos da Península Ibérica toleraram outras religiões, incluindo o judaísmo, e criaram uma sociedade heterodoxa.
Em um editorial no The Guardian em janeiro de 2006, Khaled Meshaal, chefe do gabinete político do Hamas negou o antissemitismo, por parte do Hamas, e disse que a natureza do conflito israelense-palestino não era religiosa, mas política. Ele também disse que o Hamas "não tem problemas com os judeus que não nos atacaram".

## Antissemitismo islâmico na Europa

### Os Países Baixos
De acordo com o Centro de Informação e Documentação sobre Israel, um grupo de lobby pró-Israel na Holanda, em 2009, o número de incidentes antissemitas em Amsterdã, a cidade que abriga a maioria dos cerca de 40 000 judeus holandeses, foi dito ser o dobro em comparação com 2008. Em 2010, Raphael Evers, um rabino ortodoxo de Amsterdã, disse ao jornal norueguês Aftenposten que os judeus não podem mais estar seguros na cidade devido ao risco de ataques violentos. “Os judeus não se sentem mais em casa na cidade. Muitos estão considerando aliá a Israel."

### Bélgica
Bloeme Evers-Emden, residente em Amsterdã e sobrevivente de Auschwitz, foi citado no jornal Aftenposten em 2010: “O antissemitismo agora é ainda pior do que antes do Holocausto. O antissemitismo tornou-se mais violento. Agora eles estão ameaçando nos matar."